# Pertusaria subambigens
Pertusaria subambigens är en lavart som beskrevs av Dibben. Pertusaria subambigens ingår i släktet Pertusaria och familjen Pertusariaceae.   Inga underarter finns listade i Catalogue of Life.